# 6 Pułk Litewski Przedniej Straży

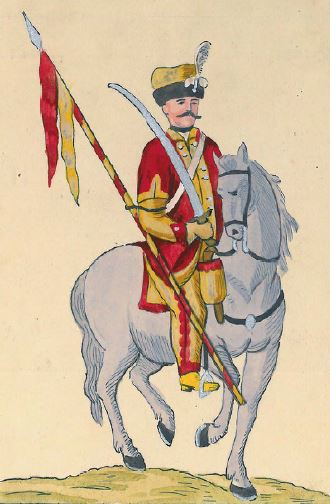
Żołnierz pułku 6 przedniej straży

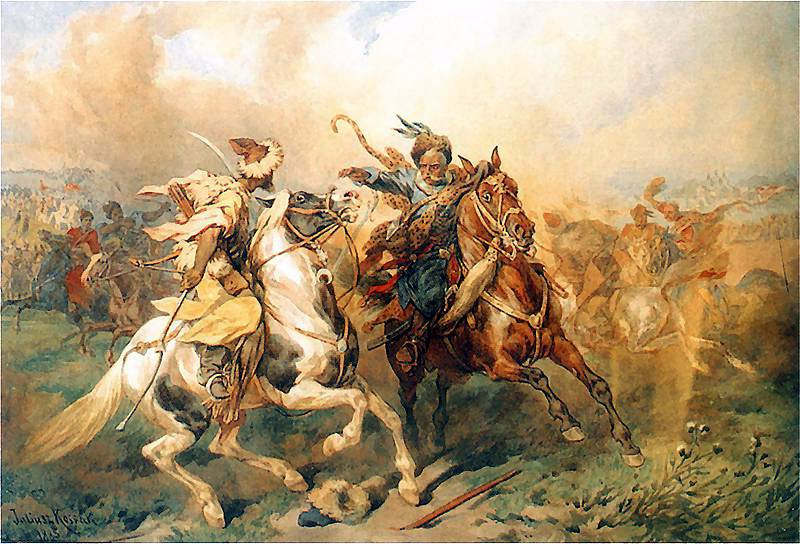
Taniec tatarski (mal. Juliusz Kossak)

6 Pułk Litewski Przedniej Straży – oddział jazdy armii Wielkiego Księstwa Litewskiego wojska I Rzeczypospolitej.

## Formowanie i zmiany organizacyjne
Sformowany w maju 1792 z 2 Pułku Ułanów Nadwornych. Znany wcześniej jako Pułk Tatarski Jakuba Azulewicza albo 1 Pułk Tatarski.

Status nadwornych oddziałów królewskich regulowały uchwały sejmowe z 1776 roku:

A iako Milicya Nadworna, Którą Nam przezpacta conventa y prawo ostatniego Seymu trzymać pozwolono przez czas Panowania naszego wierności y dzielności swoyey dala dowody, za zgodą wszech Stanów mieć chcemy: aby Officyerowie, towarzystwo, żołnierze oneż składający w pułkach y batalionie garnizonu naszego Grodzińskiego zarówno z komputowemi za żołnierstwo Rzeczypospolitey znanemi byli z tą tylko różnością: że taż Milicya nasza Nadworna iedynie od rozkazów naszych dependuiąca, z naszych własnych intrat Królewskich tylko płatną iesty być ma.

W lutym 1777 roku, według etatu pułk ułanów w trzech szwadronach miał liczyć 411 ludzi, a faktycznie liczył 269.
Ustalenia te zmieniła uchwała Sejmu Czteroletniego z 3 września 1789 roku:

[...] uchylając konstytucje tysiąc siedemset szóstego roku folio 868 o milicji Naszey napisaną, pułki Nasze dwa konne nadworne po długim życiu Naszym, w usługę Rzeczypospołitey oddane mieć chcemy i wówczas żołnierz ten iako kraiowy, nieodwołocznie na wierność i posłuszeństwo Rzeczypospolitey i iey komendzie wykonać przysięgę będzie obowiązany, czego Kommissyi Woyskowey dopilnować zalecamy i pulki te w takowym smutnym przypadku iako obiąć w służbę i żołd Rzeczyposolitey wchodzące w komendę swoią obiąć nakazujemy.

Ostateczne rozwiązanie milicji nadwornych nastąpiło na sejmie 15 maja 1792 roku:

Wszystkie milicyje nadworne, gdziekolwiek będące i pod iakimkolwiekpretextem przed ustanowieniem prawa niniejszego uzbroione, od tego momentu maią bydź niniejszym prawem na żołd Rzeczypospolitey poddane kommendantom respective tym, których My Król do kommenderowania woyskiem regularnym wyznaczyliśmy.

We wrześniu 1792 roku pułk etatowo liczył 411 „głów”, a faktycznie służyło 407 żołnierzy. W dniu 31 marca 1794 roku pułk liczył według etatu 612 ludzi, faktycznie 465.
W okresie powstania kościuszkowskiego posiadał na uzbrojeniu 286 pistoletów, 205 szabel i 95 pik.

## Żołnierze pułku
Etatową obsadę oficerską normował etat stutysięczny wojska, według którego w pułku powinni się znajdować: pułkownik, podpułkownik, dwóch majorów, kwatermistrz, audytor, dwóch adiutantów, czterech rotmistrzów z chorągwiami, czterech rotmistrzów sztabowych, ośmiu poruczników, ośmiu chorążych. Większość stanowili Tatarzy. Było ich około 73%.
Pułkownicy
- Abraham Skirmont (-1775)[3]
- Jakub Azulewicz (1775-poległ 11 sierpnia 1794 w obronie Wilna)
- Achmatowicz[1]

## Bitwy i potyczki
Jego żołnierze walczyli pod Wilnem (11 sierpnia 1794).
|  |  |

## Sztandar pułku
Sztandar pułku był przechowywany w meczecie w Studziance (tam również na cmentarzu muzułmańskim (mizarze) był grób płk. Azulewicza). Był wykonany z zielonego jedwabiu z napisami po polsku i po arabsku. W 1915 wycofujące się z Królestwa Polskiego wojska rosyjskie spaliły drewniany meczet.